# Чои, Келли
Келли Чои (англ. Kelly Choi, родилась 7 февраля 1976 года в Сеуле, Корея) — корейско-американская телеведущая и продюсер. Участвовала в различных реалити-шоу, работала виджеем на канале MTV Юго-Восточная Азия, выигрывала титул «Look of the Year» агентства Elite Models, неоднократно номинировалась на премию Эмми.